# Fontvieille (Monaco)
Fontvieille egyike Monaco öt városrészének, egyben Monaco legnyugatibb része. Fontvieille-ben gyárak, irodák és lakások egyaránt találhatóak. Fontvieille-ben található még a Port de Fontvieille kikötő is.

## Mi található Fontvieille-ben?
Vannak állami épületek (Monacói államszektor), mentési központok, valamint magas luxusházak, melyeknek bérleti díja szinte megfizethetetlen. Ez a terület ad otthont a Stade Louis focipályának, amely az AS Monaco FC focicsapat birtokában áll. Fontvieille Monaco egyik legtöbb úszócsarnoknak, kosárlabda -, kézilabda -, röplabdaklubnak otthont adó városrésze. A városrészben rengeteg iroda található, valamint itt működik a Monacói Nemzeti Egyetem. Itt található Monaco egyetlen helikopter-leszállópályája, a Monaco Heliport.

## Fordítás
Ez a szócikk részben vagy egészben  a   Fontvieille (Monaco) című francia Wikipédia-szócikk fordításán alapul.  Az eredeti cikk szerkesztőit annak laptörténete sorolja fel. Ez a jelzés csupán a megfogalmazás eredetét és a szerzői jogokat jelzi, nem szolgál a cikkben szereplő információk forrásmegjelöléseként.